# (888) Parysatis
(888) Parysatis est un astéroïde évoluant dans la ceinture principale, découvert le 2 février 1918 par l'astronome allemand Max Wolf depuis l'observatoire du Königstuhl.
Il est nommé d'après la reine de Perse Parysatis.